# La Martre (archäologischer Fundplatz)
Koordinaten: 49° 10′ 48″ N, 66° 10′ 20″ W
La Martre (DhDm-8 nach dem Borden-System) ist ein archäologischer Fundplatz in der kanadischen Provinz Québec. Der Fundplatz am Nordrand der Gaspé-Halbinsel über dem Sankt-Lorenz-Strom gehört in den Kontext der Zuwanderung sogenannter Plano-Gruppen aus dem Westen Nordamerikas, die vor 8500 bis 8000 Jahren den Karibuherden folgend, über die Großen Seen den Osten Kanadas und der USA erreichten. Angelockt wurden sie womöglich von qualitativ hochwertigen Steinen für ihre Waffen und Werkzeuge.  
Der Ort La Martre befindet sich in einem Terrassengebiet, das sich 20 bis 60 m über dem Meer erhebt. Dieses Gebiet barg allein zwölf paläoindianische Fundstätten, darunter drei Minen (DhDn-8, 9 und 10). Schon vor dieser Entdeckung hatte man in der alten Fundstätte La Martre zahlreiche Steinartefakte offenkundig identischer Herkunft gefunden, die sich jedoch nun erst den drei neuentdeckten Minen zuordnen ließen. Dabei fand sich Suroît, 2,5 km südwestlich des Ortes La Martre gelegen, in einer Höhe von 310 bis 330 m über dem Meer. Das Abbaugebiet erstreckte sich über eine Fläche von 200.000 m². Neben fertigen Werkzeugen fanden sich vorgearbeitete Formen und Kerne, wie sie für einen Minenbetrieb typisch sind. Damit handelt es sich um eine der wenigen Minen, wo alle Schritte des Abbaus und Abtransports belegbar sind. Die Ausbeutung der Stätte wurde bis in die Archaische Zeit und bis in die Woodland-Periode fortgesetzt. 
Es fanden sich längliche Steinspitzen, die den St-Anne/Varney-Spitzen ähnlich waren. Auch sie bestanden aus braunem Chert (im Deutschen oftmals als Hornstein wiedergegeben) mit einer sich verdickenden verschmälernden Basis. Blutreste an den Projektilspitzen ergaben Hinweise auf Walross, Seelöwen und Robben, die wohl zum Beutespektrum der späten Paläoindianer der Region zählten.
Dabei ist zu berücksichtigen, dass archäologische Untersuchungen auf der Gaspé-Halbinsel zwar erst 1969 begannen, jedoch in kurzer Zeit mehr als 20 Fundplätze zutage traten. Unter den Funden war eine parallel retuschierte Projektilspitze von paläoindianischem Typus. Dabei konzentrierten sich die wenigen Fundstätten an der Küste, weil diese Plätze durch Erosion besonders gefährdet waren und dementsprechend gezielt dort gesucht worden war. Mit den Grabungskampagnen der Jahre 1972 bis 1980, bei denen mehr als 30 Stätten untersucht wurden, änderte sich diese Situation. Nun konnte eine erste Chronologie erstellt werden. Bis 1999 waren auf der Gaspésie 39 Fundstätten aus paläoindianischer Zeit bekannt. Davon befanden sich allein 32 im Gebiet um Sainte-Anne des-Monts in einem Gebiet zwischen Cap-Chat und La Martre. Die übrigen Fundplätze ballen sich um Grande-Vallée und Rivière-au-Renard im Nordosten der Halbinsel. Weitere acht paläoindianische Stätten sind aus dem Raum Bic, Rimouski und Grand-Métis bekannt, hinzu kommt eine kleine Häufung an der Einmündung des Chaudière im Raum der Provinzhauptstadt Québec. Insgesamt handelt es sich damit um die größte Ballung von Fundstätten aus dieser Zeit im ganzen Nordosten Amerikas. Im Zuge der Vorbereitungen für die Einrichtung des Parc national du Bic kamen drei weitere paläoindianische Stätten zutage. Steine von hoher Qualität waren anscheinend eine wichtige Ursache für diese Dichte. Projektilspitzen aus La Martre ließen sich inzwischen in Neubraunschweig, New Hampshire und Maine belegen. Dies könnte auf frühe Tausch- oder Handelskontakte, aber auch auf hohe Mobilität der beteiligten Gruppen hindeuten. 
Ab 1985 wurde schließlich die Fundstätte La Martre untersucht. Dies übernahm, wie so oft in Nordamerika, ein Privatunternehmen, das Ethnoscop hieß. Doch 1997 übernahm Éric Chalifoux von der Universität Montréal die Arbeiten. Im Zuge dieser Arbeiten entdeckte man DhDm-8, die bedeutende Abbaustätte für die begehrten Steine, mit denen die Paläoindianer ihre Waffen und Werkzeuge herstellten. 
Wahrscheinlich beuteten auch die Sankt-Lorenz-Irokesen La Martre und die anderen Minen aus, wenn es auch keinen direkten Beweis für ihre Gegenwart auf der Gaspésie gibt. Allerdings weisen Tonscherben aus der Gegend von Sainte-Anne-des-Monts und an anderen Fundstätten der Gaspésie zumindest auf entsprechende Tausch- oder Handelskontakte hin. Es ist allerdings nicht sicher, ob sie sich auch mit Chert aus Suroît eindeckten.